# Morti nel 1982/Senza giorno specificato
| Questa pagina contiene informazioni ricavate automaticamente dalle voci biografiche con l'ausilio del template Bio e di un bot. L'aggiornamento è periodico e automatico e ricostruisce completamente la pagina. Se manca una persona in questa lista, sei pregato di non aggiungerla, ma accertati piuttosto che la sua voce biografica contenga il template Bio e che i dati anagrafici siano correttamente compilati. Se il template Bio manca, inseriscilo tu stesso o, in alternativa, metti l'avviso {{tmp\|Bio}} che ne segnala la mancanza. Se i dati riportati sono sbagliati, correggi direttamente la voce biografica; le modifiche saranno visibili in questa lista entro pochi giorni. Per chiarimenti vedi il progetto biografie. La lista contiene solo le 88 persone che sono citate nell'enciclopedia e per le quali è stato implementato correttamente il template Bio. Pagina aggiornata al 3 mar 2024. |

- Khamphoui, regina laotiana (n. 1912)
- Mohand N'hamoucha, politico marocchino (n. 1873)
- Mario Acerbi, pittore italiano (n. 1887)
- Richard Adamson, poliziotto britannico (n. 1901)
- Sebastiano Aglianò, critico letterario, saggista e italianista italiano (n. 1917)
- Johan Åkerman, economista svedese (n. 1896)
- Riccardo Bee, alpinista italiano (n. 1947)
- Oreste Benatti, calciatore italiano (n. 1905)
- Michele Benente, ciclista su strada italiano (n. 1912)
- Mario Brelich, giornalista, scrittore e traduttore italiano (n. 1910)
- John Brennan, giocatore di football americano statunitense (n. 1913)
- Carmelo Buonocore, calciatore italiano (n. 1912)
- Nicola Buracchio, politico italiano (n. 1929)
- James Erwin Böhlke, ittiologo statunitense (n. 1930)
- Carlo Camerlenghi, politico italiano (n. 1899)
- Marius Canard, orientalista e storico francese (n. 1888)
- Corrado Carmassi, pittore italiano (n. 1893)
- Ubaldo Castagnoli, architetto e ingegnere italiano (n. 1902)
- Gisberto Ceracchini, pittore italiano (n. 1899)
- Filippo Cianciàfara Tasca di Cutò, fotografo italiano (n. 1892)
- Luigi Cipriani, politico italiano (n. 1923)
- Otello Cirri, pittore italiano (n. 1908)
- Maria Colombo Sassi, pittrice italiana (n. 1896)
- Gerardo Conforti, cavaliere italiano (n. 1903)
- Luigi Corrado, militare italiano (n. 1890)
- Clifford Curzon, pianista britannico (n. 1907)
- Renato Dall'Ara, regista e sceneggiatore italiano (n. 1924)
- Howard Darrin, designer statunitense (n. 1897)
- Arocle Datti, stilista italiano (n. 1895)
- Guglielmo De Caroli, calciatore italiano (n. 1903)
- Alejandro de los Santos, calciatore argentino (n. 1902)
- Paolo Dequarti, imprenditore italiano (n. 1906)
- Enzio Di Poppa Volture, scrittore, poeta e traduttore italiano (n. 1898)
- John Dodds, calciatore scozzese (n. 1907)
- Harry Fainlight, poeta statunitense (n. 1935)
- Felice Felicioni, politico italiano (n. 1898)
- Pietro Feltrin, politico italiano (n. 1927)
- Pietro Ferrari, calciatore italiano (n. 1914)
- Maria Ferrero Gussago, artista italiana (n. 1893)
- Emilio Ghione Jr, attore e produttore cinematografico italiano (n. 1911)
- Aldo Giordani, direttore della fotografia italiano (n. 1914)
- Ethel Granger,  britannica (n. 1905)
- Ugo Guerra, sceneggiatore e produttore cinematografico italiano (n. 1920)
- Edna Guy, ballerina statunitense (n. 1907)
- Marcel Homet, archeologo e antropologo francese (n. 1897)
- Harold B. Hudson, aviatore canadese (n. 1898)
- Anton Julen, sciatore di pattuglia militare svizzero (n. 1898)
- Eleanor Kahn, attrice statunitense (n. 1903)
- Lidija Koreneva, attrice russa (n. 1885)
- Zdeněk Kudrna, pilota motociclistico cecoslovacco (n. 1946)
- Guido Lambertini, ingegnere italiano (n. 1899)
- Carlo Leoni, pittore e illustratore italiano (n. 1925)
- Leo Levi, musicologo italiano (n. 1912)
- Carlo Lodovici, regista, sceneggiatore e attore italiano (n. 1912)
- Ester Lombardo, giornalista e scrittrice italiana (n. 1895)
- Giovanni Luzzi, scrittore, poeta e commediografo italiano (n. 1901)
- Aldo Mantia, pianista e compositore italiano (n. 1903)
- Gino Marinacci, flautista, sassofonista e compositore italiano (n. 1926)
- Vittorio Marrama, economista italiano (n. 1914)
- Emilio P. Miraglia, regista italiano (n. 1924)
- Jorge García Montes, avvocato e politico cubano (n. 1896)
- Bill Moore, allenatore di calcio e calciatore inglese (n. 1913)
- Fernand Moret, pallanuotista svizzero (n. 1905)
- Raimondo Mulinaris, calciatore italiano (n. 1903)
- Rafael Méndez, calciatore boliviano (n. 1904)
- Riccardo Nielsen, musicologo e compositore italiano (n. 1908)
- Michael J. O'Kelly, archeologo irlandese (n. 1915)
- Nino Oppio, alpinista italiano (n. 1906)
- Ermanno Palmieri, calciatore italiano (n. 1921)
- John Pollet, cestista svizzero (n. 1912)
- Enrico Porrello, politico italiano (n. 1896)
- Antonio Rinaldi, poeta e giornalista italiano (n. 1914)
- Domenico Roccia, storico, antifascista e partigiano italiano (n. 1908)
- Emimmo Salvi, regista, sceneggiatore e produttore cinematografico italiano (n. 1926)
- Karl Schlösser, calciatore tedesco (n. 1912)
- Gertrude Emerson Sen, giornalista, scrittrice e insegnante statunitense (n. 1890)
- Bob Shankly, allenatore di calcio e calciatore scozzese (n. 1910)
- Virgilio Simonetti, pittore italiano (n. 1897)
- Ennio Tamiazzo, pittore e scultore italiano (n. 1911)
- Felix Tarbuk von Sensenhorst, militare austriaco (n. 1893)
- Mario Titi, pittore italiano (n. 1921)
- Giuseppe Vacca, calciatore italiano (n. 1906)
- Enzo Vannucci, architetto e urbanista italiano (n. 1912)
- Giordano Bruno Verdesi, imprenditore e dirigente d'azienda italiano (n. 1906)
- Battista Visconti, ciclista su strada italiano (n. 1905)
- Monique Wilson, sacerdotessa britannica (n. 1928)
- Marisa Zini, traduttrice italiana (n. 1907)
- Ahmad al-Khatib, politico siriano (n. 1933)